# Henk Tiesinga
Hendrik Lammert (Henk) Tiesinga (Emmen, 24 april 1949 – Bant, 12 augustus 2023) was een Nederlands CDA-politicus en bestuurder. Hij was dijkgraaf van het Waterschap Noordoostpolder (1993–1999) en van het Zuiderzeeland (2000–2013), lid van de Eerste Kamer der Staten-Generaal (2009–2011) en waarnemend burgemeester van Noordoostpolder (2018).

## Opleiding en loopbaan
Tiesinga doorliep de Agrarische Hogeschool te Leeuwarden. Later doorliep hij de academische studies economie van landbouw en milieu en bestuursrecht aan de Landbouwhogeschool te Wageningen en rechten en internationale betrekkingen aan de Open Universiteit.
Hij was eigenaar van een akker- en tuinbouwbedrijf in de Noordoostpolder. Van 1982 tot 1992 was hij tevens actief als docent aan het Agrarisch Onderwijs Centrum Flevoland, voorzitter van afdeling Bant van de Nederlandse Christelijke Boeren- en Tuindersbond en lid van het CBTB hoofdbestuur in Flevoland.
Vanaf 1993 combineerde hij zijn bedrijf met zijn rol als dijkgraaf van waterschap Noordoostpolder, als opvolger van Sybe Schaap, die dijkgraaf werd van zuiveringschap West-Overijssel, dat in 1997 opging in Groot Salland. In 2000 is ontstond Waterschap Zuiderzeeland officieel uit een fusie tussen Waterschap Noordoostpolder, Heemraadschap Fleverwaard en een deel van het Waterschap Groot Salland. Tiesinga werd dijkgraaf van dit nieuwe waterschap. In 2006 werd hij opnieuw aangesteld voor een termijn van zes jaar.
Tiesinga was van 2000 tot 2006 lid van het algemeen bestuur van de Unie van Waterschappen. In die hoedanigheid was hij onder meer lid van de Nationale Stuurgroep Waterbeheer 21ste Eeuw (WB21), board member van Eureau, lid Taskforce Verdroging, voorzitter core-group Water Framework Directive (WFD), lid bestuur Stichting H2O-partners Sumatra (tsunamihulp door de Nederlandse Watersector) en voorzitter bestuur Stichting Nederlandse Waterschaps Bank Fonds.
Tiesinga was lange tijd actief lid van het CDA, waar hij onder meer medewerker was van het Bestuursforum (orgaan van de CDA-bestuurdersvereniging), voorzitter van CDA-Flevoland, lid van het partijbestuur en later ook van het het dagelijks bestuur CDA (tot april 1999), en voorzitter van het CDA-platform duurzame plattelandsontwikkeling. In 2008 was hij voorzitter van de commissie die het CDA-programma voor de waterschapsverkiezingen opstelde.
Op 3 november 2009 werd Tiesinga beëdigd als lid van de Eerste Kamer der Staten-Generaal als opvolger van Yvonne Timmerman-Buck, die lid werd van de Raad van State. Hij verliet de Eerste Kamer op 7 juni 2011. Van 10 oktober tot 10 december 2018 was hij waarnemend burgemeester van Noordoostpolder.
In juni 2023 nam hij afscheid als onafhankelijk voorzitter van de Fauna beheereenheid Flevoland. Als blijk van waardering voor zijn werkzaamheden kreeg hij de Gouden Kiekendief uitgereikt.

## Nevenfuncties
- Voorzitter Yarden Vereniging (uitvaartbedrijf), vanaf 1 januari 2008, daarvoor een jaar vicevoorzitter
- Voorzitter ontmoetingscentrum MOK te Bant, 1999-2004 en vanaf 2009
- lid Raad van Commissarissen Steltenberg Groep B.V
- voorzitter Stichting Agrarisch Kenniscentrum Flevoland (2000-2005)
- voorzitter Flevolandse Waterschapsbond (1993-2000)
- voorzitter Raad van Commissarissen Cebeco-groep, vanaf 2001
- Voorzitter Koepel Windenergie Noordoostpolder, tot 1 november 2009
- voorzitter Flevolands Politieke Partijen Platform (1991-1995)
- lid bestuur Aan- en verkoop Coöperatie Meppel (ACM)(1996-2001)
- arbiter Stichting Aardappel Termijnmarkt te Amsterdam (1989-1993)
- voorzitter Raad van Commissarissen Cebeco groep (2001-2009)
- voorzitter Coöperatie Koninklijke Cebeco-groep UA (2001-2009)
- lid bestuur Vereniging Aqua For All

## Persoonlijk
Henk Tiesinga woonde in Bant in Flevoland, was getrouwd en had vier kinderen. Hij was lid van de Samen-op-weggemeente (PKN) in de Bantsiliek te Bant. Tiesinga overleed op 12 augustus 2023 op 74-jarige leeftijd.
- Parlement.com: vhka18i7afzq